# 埃斯潘格拉本河
49°06′48″N 10°54′26″E / 49.11338°N 10.90731°E
埃斯潘格拉本河（德語：Espangraben）是德國巴伐利亚州的河流，位於該國東南部，屬於班策河的右支流，河道全長1公里，處於普福費爾德附近。